# Micaleso

Mapa de ciudades de la antigua Beocia. Micaleso se situaba al este, cerca del estrecho que separaba Beocia de Eubea.

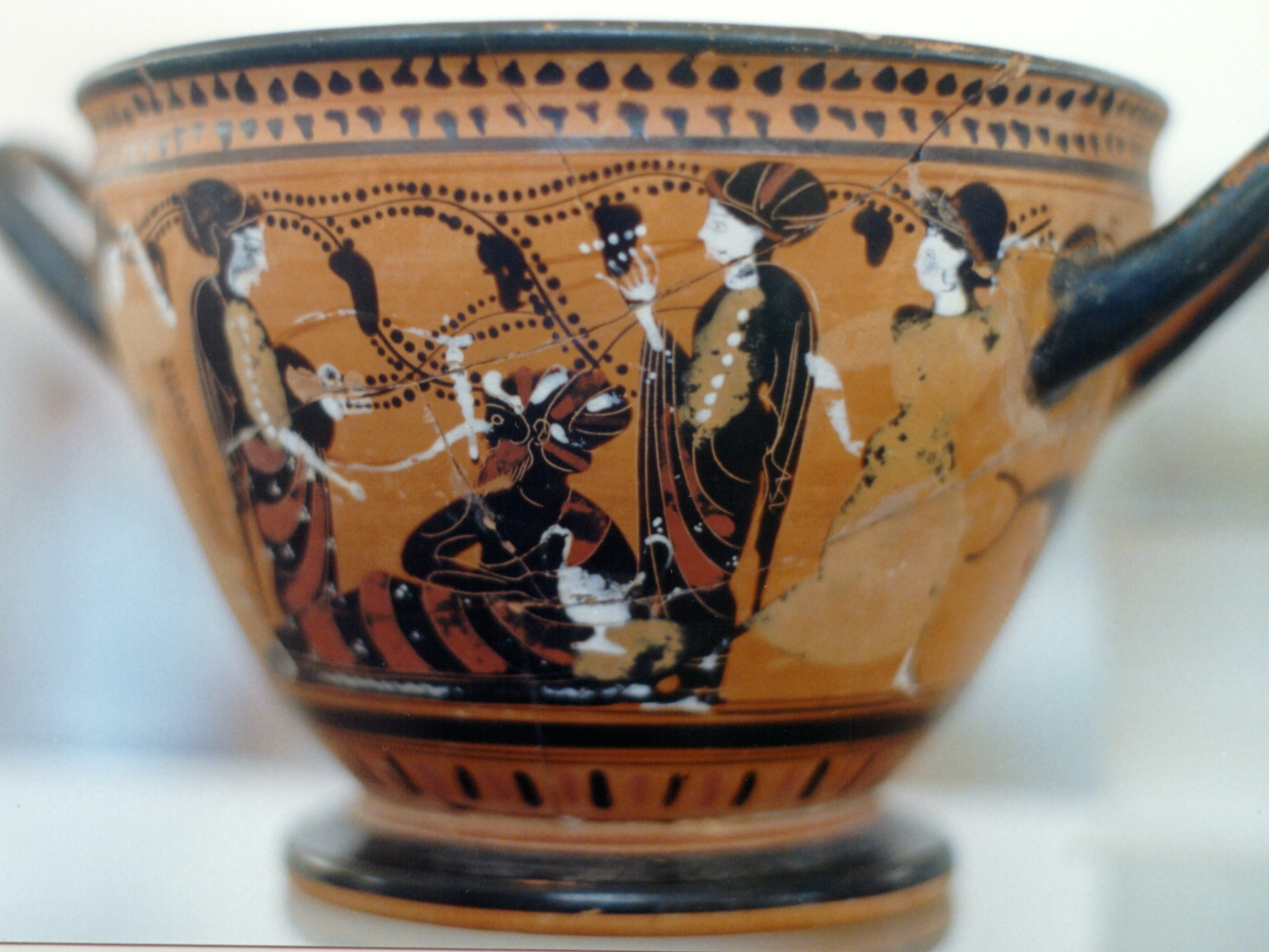
Escifo de figuras negras hallado en Ritsona que representa a Dioniso con un turbante acompañado de mujeres músicas. Hacia 520-500 a. C. Museo Arqueológico de Tebas.

Micaleso (en griego Μυκαλησσός) era una antigua ciudad del este de Beocia (Grecia), situada cerca del estrecho de Euripo y la ciudad de Calcis. Estaba en la ubicación de la actual Ritsona, al sudeste del monte Mesapio (actual Ktípas), y en el camino de Tebas a Calcis.

## Historia
La primera noticia sobre la ciudad procede de Homero, que la cita en el Catálogo de las naves (Iliada, libro II), entre las ciudades aqueas que envían tropas y barcos a Troya. Homero le da el epíteto εὐρύχορος "espaciosa". Según Pausanias el nombre de Micaleso se debe a que allí mugió (μυκηθμός significa "mugido") la vaca que guiaba a Cadmo y su ejército a Tebas. Había en la ciudad un templo de Deméter.
La ciudad de Micaleso prosperó en la época arcaica, desde mediados del siglo VI a. C. hasta las guerras médicas. Se han encontrado varios restos de esta época que se exhiben en el Museo Arqueológico de Tebas. La ciudad fue destruida durante la guerra del Peloponeso en el año 413 a. C. Según cuentan Tucídides y Pausanias el ateniense Diítrefes, al mando de 1300 peltastas tracios de la tribu de los dios, desembarcó en las costas de Tanagra y atacó Micaleso por sorpresa. La ciudad, sometida a asedio, cayó pronto, y las tropas tracias mataron a todos sus habitantes, hombres, mujeres, ancianos, niños y animales, y destruyeron las casas y los templos.
Cuando la noticia llegó a Tebas, se envió un destacamento militar que derrotó a los peltastas tracios. Según Tucídides y Pausanias murieron 250 tracios y 20 tebanos. A pesar de que la ciudad volvió a ser ocupada (hay restos del siglo III a. C.), no volvió a gozar de la misma prosperidad.